# 7e Screen Actors Guild Awards
De 7e Screen Actors Guild Awards, waarbij prijzen werden uitgereikt voor uitstekende acteerprestaties in film en televisie voor het jaar 2000, gekozen door de leden van de Screen Actors Guild, vonden plaats op 11 maart 2001 in het Shrine Auditorium in Los Angeles. De prijs voor de volledige carrière werd uitgereikt aan Ossie Davis en Ruby Dee.

## Film

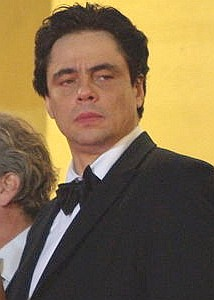
Benicio del Toro (Traffic), winnaar mannelijke acteur in een hoofdrol

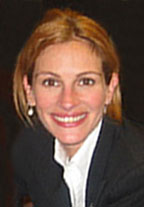
Julia Roberts (Erin Brockovich), winnaar vrouwelijke acteur in een hoofdrol

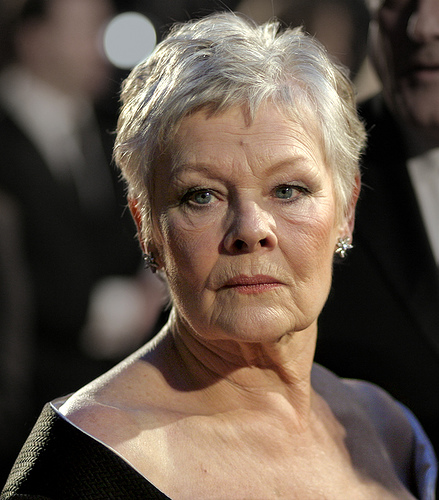
Judi Dench (Chocolat), winnaar vrouwelijke acteur in een bijrol

De winnaars staan bovenaan in vet lettertype.

#### Cast in een film
Outstanding Performance by a Cast in a Motion Picture
- Traffic
  - Almost Famous
  - Billy Elliot
  - Chocolat
  - Gladiator

#### Mannelijke acteur in een hoofdrol
Outstanding Performance by a Male Actor in a Leading Role
- Benicio del Toro - Traffic
  - Jamie Bell - Billy Elliot
  - Russell Crowe - Gladiator
  - Tom Hanks - Cast Away
  - Geoffrey Rush - Quills

#### Vrouwelijke acteur in een hoofdrol
Outstanding Performance by a Female Actor in a Leading Role
- Julia Roberts - Erin Brockovich
  - Joan Allen - The Contender
  - Juliette Binoche - Chocolat
  - Ellen Burstyn - Requiem for a Dream
  - Laura Linney - You Can Count on Me

#### Mannelijke acteur in een bijrol
Outstanding Performance by a Male Actor in a Supporting Role
- Albert Finney - Erin Brockovich
  - Jeff Bridges - The Contender
  - Willem Dafoe - Shadow of the Vampire
  - Gary Oldman - The Contender
  - Joaquin Phoenix - Gladiator

#### Vrouwelijke acteur in een bijrol
Outstanding Performance by a Female Actor in a Supporting Role
- Judi Dench - Chocolat
  - Kate Hudson - Almost Famous
  - Frances McDormand - Almost Famous
  - Julie Walters - Billy Elliot
  - Kate Winslet - Quills

## Televisie

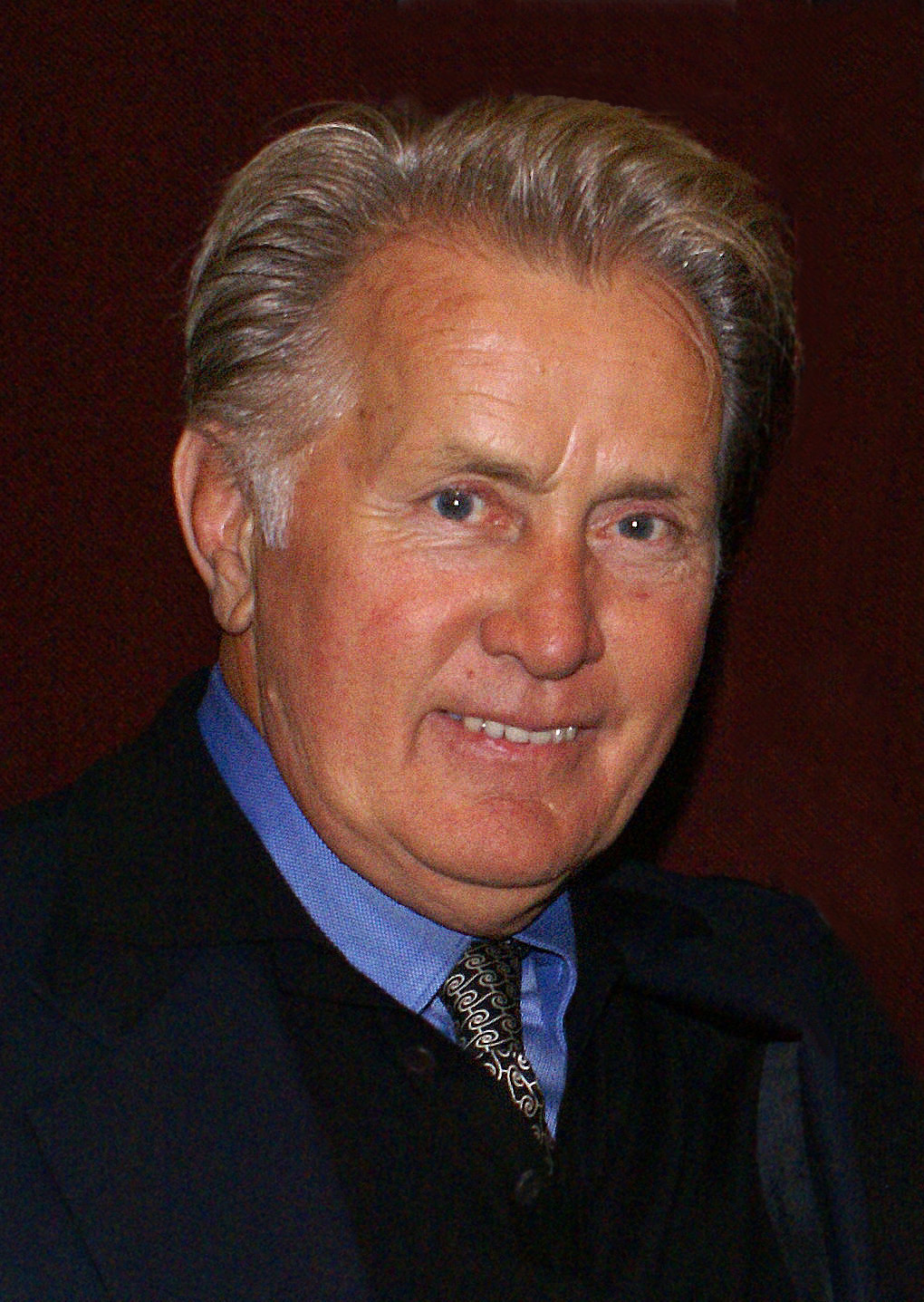
Martin Sheen (The West Wing), winnaar mannelijke acteur in een dramaserie

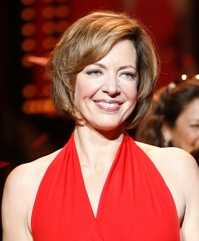
Allison Janney (The West Wing), winnaar vrouwelijke acteur in een dramaserie

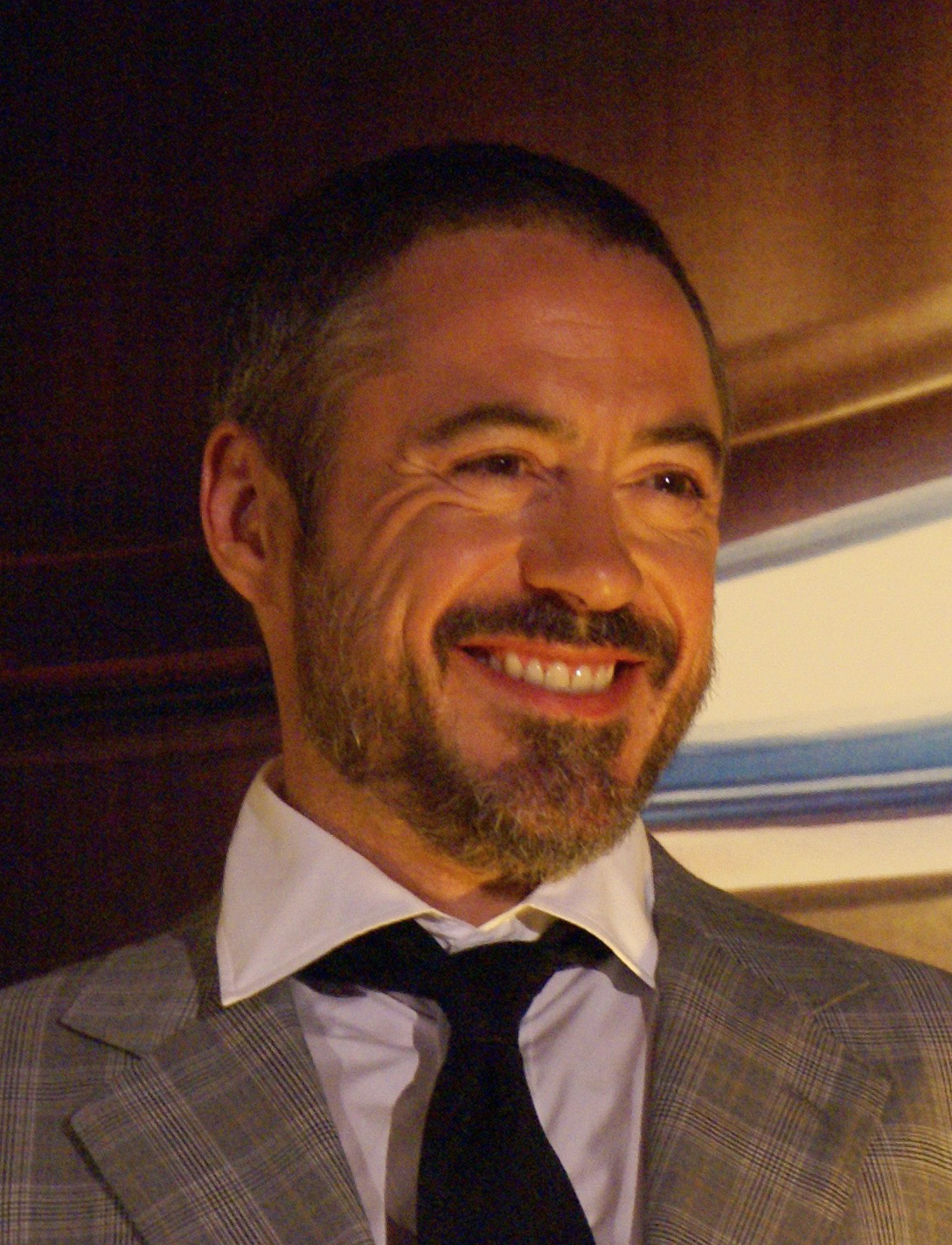
Robert Downey jr. (Ally McBeal), winnaar mannelijke acteur in een komedieserie

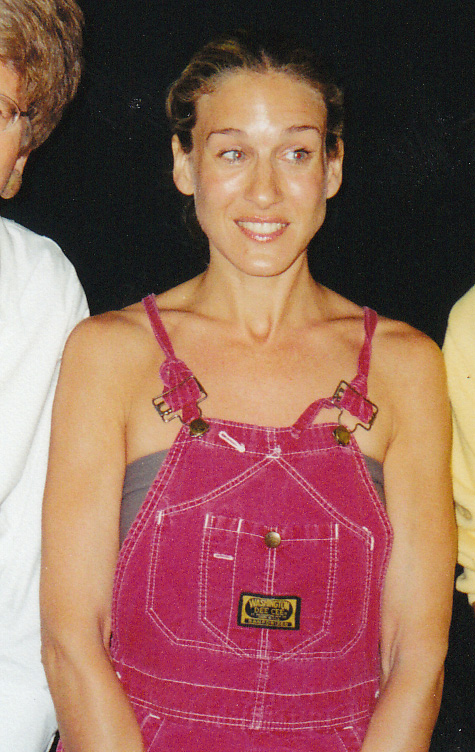
Sarah Jessica Parker (Sex and the City), winnaar vrouwelijke acteur in een komedieserie

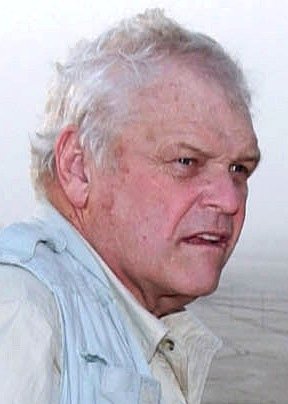
Brian Dennehy (Arthur Miller's Death of a Salesman), winnaar mannelijke acteur in een miniserie of televisiefilm

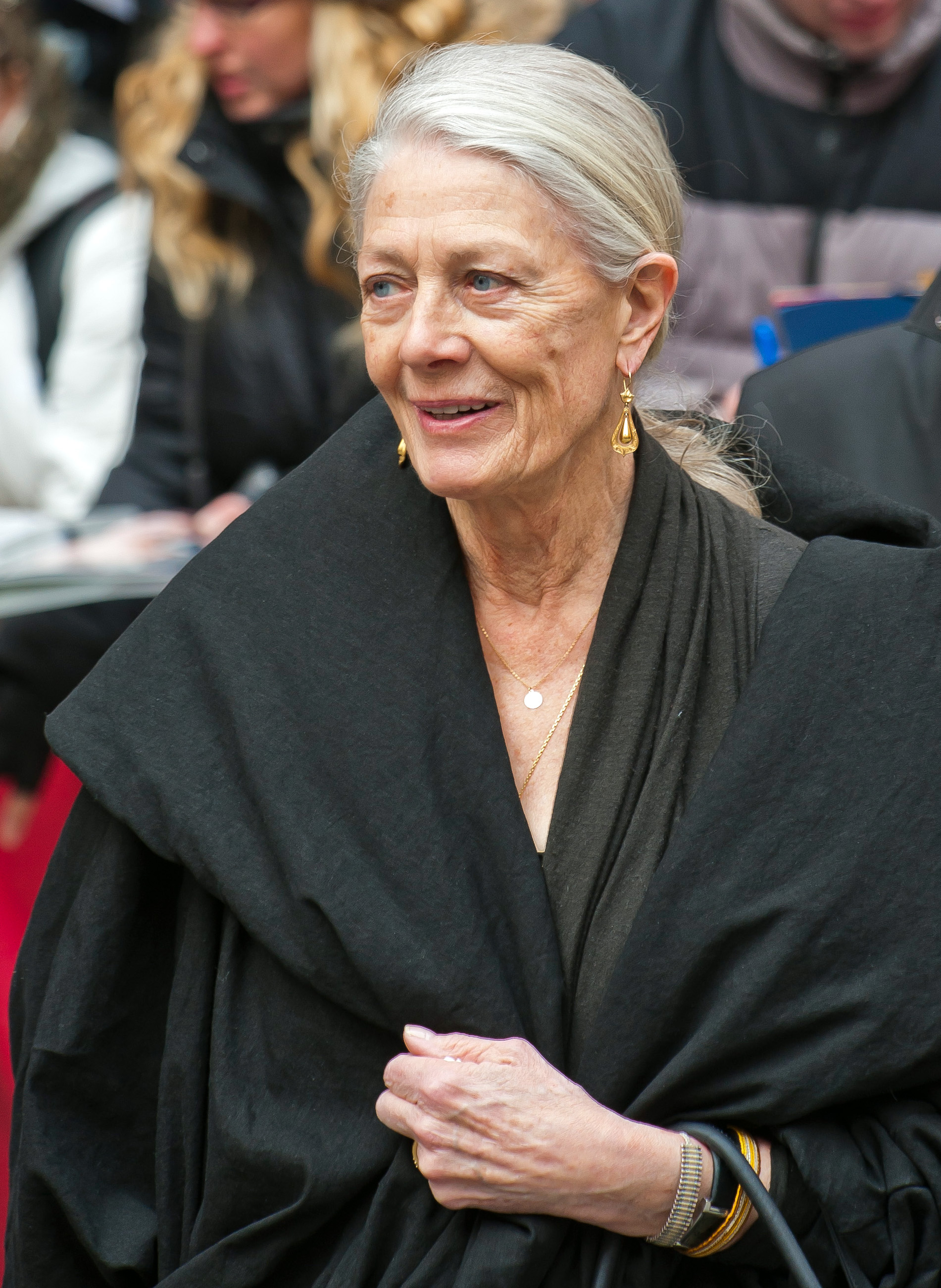
Vanessa Redgrave (If These Walls Could Talk 2), winnaar vrouwelijke acteur in een miniserie of televisiefilm

De winnaars staan bovenaan in vet lettertype.

#### Ensemble in een dramaserie
Outstanding Performance by an Ensemble in a Drama Series
- The West Wing
  - ER
  - Law & Order
  - The Practice
  - The Sopranos

#### Mannelijke acteur in een dramaserie
Outstanding Performance by a Male Actor in a Drama Series
- Martin Sheen - The West Wing
  - Tim Daly - The Fugitive
  - Anthony Edwards - ER
  - Dennis Franz - NYPD Blue
  - James Gandolfini - The Sopranos

#### Vrouwelijke acteur in een dramaserie
Outstanding Performance by a Female Actor in a Drama Series
- Allison Janney - The West Wing
  - Gillian Anderson - The X-Files
  - Edie Falco - The Sopranos
  - Sally Field - ER
  - Lauren Graham - Gilmore Girls
  - Sela Ward - Once and Again

#### Ensemble in een komedieserie
Outstanding Performance by an Ensemble in a Comedy Series
- Will & Grace
  - Ally McBeal
  - Frasier
  - Friends
  - Sex and the City

#### Mannelijke acteur in een komedieserie
Outstanding Performance by a Male Actor in a Comedy Series
- Robert Downey jr. - Ally McBeal
  - Kelsey Grammer - Frasier
  - Sean Hayes - Will & Grace
  - Peter MacNicol - Ally McBeal
  - David Hyde Pierce - Frasier

#### Vrouwelijke acteur in een komedieserie
Outstanding Performance by a Female Actor in a Comedy Series
- Sarah Jessica Parker - Sex and the City
  - Calista Flockhart - Ally McBeal
  - Jane Kaczmarek - Malcolm in the Middle
  - Debra Messing - Will & Grace
  - Megan Mullally - Will & Grace

#### Mannelijke acteur in een miniserie of televisiefilm
Outstanding Performance by a Male Actor in a Television Movie or Miniseries
- Brian Dennehy - Arthur Miller's Death of a Salesman
  - Alec Baldwin - Nuremberg
  - Brian Cox - Nuremberg
  - Danny Glover - Freedom Song
  - John Lithgow - Don Quixote
  - James Woods - Dirty Pictures

#### Vrouwelijke acteur in een miniserie of televisiefilm
Outstanding Performance by a Female Actor in a Television Movie or Miniseries
- Vanessa Redgrave - If These Walls Could Talk 2
  - Stockard Channing - The Truth About Jane
  - Judi Dench - The Last of the Blonde Bombshells
  - Sally Field - David Copperfield
  - Elizabeth Franz - Arthur Miller's Death of a Salesman